# Luis Ricardo Rodríguez
Luis Ricardo Rodríguez Jérez (San Bernardino, 27 settembre 1982) è un calciatore guatemalteco, difensore del Club Xelajú MC e della Nazionale di calcio del Guatemala.